# HD 20781
HD 20781 (HIP 15526) — звезда в созвездии Печь. Находится  на расстоянии около 115 св. лет от Солнца. Вокруг звезды обращаются, как минимум, четыре планеты.

## Характеристики
HD 20781 представляет собой жёлтый карлик с видимой звёздной величиной 8,44m. Впервые в астрономической литературе упоминается в каталоге Генри Дрейпера, изданном в начале XX века. Звезда вместе с HD 20782 (у которой тоже обнаружили планету) образует широкую двойную систему. Это первый известный случай бинарной звездной системы, где планетные системы есть и у основной звезды и у звезды-компаньона. Расстояние между ними составляет около 9080 а. е. (252 угловых секунды). Масса HD 20781 равна 84% солнечной массы Температура поверхности HD 20781 составляет около 5204 кельвинов. Возраст звезды оценивается приблизительно в 6 миллиардов лет.
Проанализировав химический состав обеих звёзд этой бинарной системы, Трей Мак (Trey Mack) пришёл к выводу, что они поглотили планеты земного типа.

## Планетная система
В 2011 году Женевской группой астрономов, работающих со спектрографом HARPS, было объявлено об открытии двух планет в системе: HD 20781 d и HD 20781 e. Обе они представляют собой газовые гиганты, имеющие массу, приблизительно равную массе Нептуна. HD 20781 d  обращается очень близко к родительской звезде — на расстоянии 0,16 а. е., совершая полный оборот за 29 суток. Орбита HD 20781 e лежит дальше — на расстоянии 0,34 а. е. от звезды. Год на ней длится около 85 суток. 
В 2017 году были открыты ещё две планеты: HD 20781 b и HD 20781 c. Они представляют собой горячие суперземли — планеты с твёрдой поверхностью, по массе немного превосходящие Землю и обращающиеся близко к родительской звезде. Открытие всех планет было совершено методом доплеровской спектроскопии. Ниже представлена сводная таблица их характеристик.